# Per Larsson (talman)
Per Larsson,  född i juli 1666 i Kumla socken, död 8 augusti 1736 i Ransta, Kumla socken, var en svensk bonde och riksdagsman. Han var ledamot av bondeståndet och bondeståndets talman vid Riksdagen 1726–1727.

## Biografi
Per Larsson var son till bonden Lars Persson i Ransta, och övertog efter faderns död gården där. Han gifte sig 1695 och fick tre söner och tre döttrar, av vilka en son och en dotter överlevde honom. Han blev 1705 nämndeman vid Övertjurbo härad, 1719 häradsdomare och blev samma år riksdagsman vid  Riksdagen 1719 under vilken han bevistade Karl XII:s begravning och Ulrika Eleonoras kröning. 1726 var han på nytt riksdagsman och blev då bondeståndets talman. Från 1726 var han kyrkvärd i Kumla.
Enligt uppgift kunde han troligen inte skriva sitt namn. Då talmannen var tvungen att underteckna alla skrivelser från ståndet tog man vid Riksdagen 1726-1727 in en undertalman, Håkan Olofsson, som vid nästföljande riksdag, Riksdagen 1731, blev ståndets talman.